# The Concert for New York City
The Concert for New York City est un concert de charité au bénéfice des membres des familles de victimes des attentats du 11 septembre 2001, ainsi que des pompiers et forces de police de New York. Le spectacle s'est déroulé le 20 octobre 2001 au Madison Square Garden.

## Historique
Le matin du 11 septembre 2001, Paul McCartney est dans un avion en attente de décoller sur le tarmac de l'aéroport JFK de New York, lorsque les attentats ont eu lieu. Il est escorté en premier hors de l'avion et se voit confiné dans une chambre d'hôtel près de l'aéroport à suivre les actualités à la télévision. L'idée d'organiser un concert pour les familles des victimes et les premiers répondants prend rapidement forme. Le cinéaste Albert Maysles le suivra dans les rues de la ville et durant les répétitions pour ce concert qui aura lieu six semaines plus tard. Le documentaire The Love We Make (en) en sera tiré.
Le concert est organisé par Paul McCartney et réunit des artistes britanniques (The Who, Mick Jagger avec Keith Richards, David Bowie, Elton John, Eric Clapton) et américains (Bon Jovi, Jay-Z, Destiny's Child, les Backstreet Boys, James Taylor, Billy Joel, Melissa Etheridge, Five for Fighting, Goo Goo Dolls et John Mellencamp). Howard Stern et Rudy Giuliani, entre autres, firent également de courtes apparitions.
Le concert comprenait également des extraits de films sur New York réalisés par Woody Allen, Martin Scorsese et Spike Lee. La prestation a été présentée en direct à la télévision sur VH1 le 20 octobre 2001 et commercialisés en VHS et en DVD.

## Album du spectacle
Bien que plusieurs personnalités ont pris la parole durant la soirée et quelques artistes tels Billy Crystal ou Will Ferrell ont fait des numéros d'humour, l'album du spectacle ne comprend que des chansons :
- David Bowie : America, Heroes
- Bon Jovi : Livin' on a Prayer, Wanted Dead or Alive, It's My Life
- Jay-Z : Izzo (H.O.V.A.) (en)
- Goo Goo Dolls : Iris, American Girl (en)
- Billy Joel : Miami 2017 (en), New York State of Mind (en)
- Destiny's Child : Emotion (en), Walk With Me (Gospel Medley)
- Eric Clapton et Buddy Guy : Hoochie Coochie Man, Crossroads
- Backstreet Boys : Quit Playing Games (With My Heart)
- Melissa Etheridge : Come to My Window, Born to Run
- The Who : Who Are You, Baba O'Riley, Behind Blue Eyes, Won't Get Fooled Again
- Mick Jagger et Keith Richards : Salt of the Earth, Miss You
- Macy Gray : With a Little Help from My Friends
- James Taylor : Fire and Rain, Up on the Roof
- John Mellencamp : Peaceful World (en)
- John Mellencamp et Kid Rock — Pink Houses
- Five for Fighting : Superman (It's Not Easy) (en)
- Janet Jackson : Together Again
- Elton John : I Want Love (en), Mona Lisas and Mad Hatters (en)
- Elton John et Billy Joel : Your Song
- Paul McCartney : I'm Down, Lonely Road, From a Lover to a Friend, Yesterday, Freedom (en), Let It Be, Freedom (reprise)